# Спрезиано
Спрезиа̀но (на италиански: Spresiano; на венециански: Spresiàn, Спрезиан) е град и община в Северна Италия, провинция Тревизо, регион Венето. Разположен е на 56 m надморска височина. Населението на общината е 11 714 души (към 2014 г.).